# ستيف شامبرز
ستيف شامبرز (بالإنجليزية: Steve Chambers)‏ هو لاعب كرة قدم بريطاني، ولد في 1968 في وركشوب ‏ في المملكة المتحدة. لعب مع شيفيلد وينزداي.